# دوسر أجنبي
الدوسر الأجنبي (باللاتينية: Aegilops peregrina) نوع نباتي يتبع جنس الدوسر من الفصيلة النجيلية. 

## الموئل والانتشار
موطنه بلاد الشام ومصر والمغرب العربي وقبرص وتركيا والقوقاز واليونان.

## مرادفات للاسم العلمي
- (باللاتينية: Triticum peregrinum Hack.)
- (باللاتينية: Aegilemma peregrina (Hack.) Á. Löve)
- (باللاتينية: Triticum variabile Markgr.)
- (باللاتينية: Aegilops variabilis Eig)
- (باللاتينية: Aegilops peregrina subsp. variabilis (Eig) Maire & Weiller)
- (باللاتينية: Aegilops peregrina var. variabilis Hammer)